# Gai Amafani
Gai Amafani o Amafini (llatí: Gaius Amafanius o Amafinius) va ser un dels primers filòsofs romans que es va decantar per l'epicureisme. Va escriure diverses obres que Ciceró censura, perquè considerava deficients en plantejament i en estil. Ciceró és l'únic autor que el menciona.